# CCTV-5
CCTV-5（日本語：中国中央テレビスポーツチャンネル 通称：CCTV-5 スポーツ）は中華人民共和国の国営放送局、中国中央電視台のスポーツ専門チャンネル。

## 概要
1995年1月1日に開局。主に中国国内で行われるスポーツ中継や、NBA、オリンピックなどの総合競技大会、スポーツニュースが中心で編成されている。
2008年1月1日に開局。北京パラリンピック終了までの期間は、CCTV-奥运に変更し、10月に元に戻った。

## 主な番組/イベント
- F1
- 中国オープン (スヌーカー)
- NBA
- CBA
- 近代オリンピック
- パラリンピック
- アジア競技大会
- 運動空間
- 体育英語